# Чёрный Кей
Чёрный Кей (африк. Swart-Keirivier, англ. Black Kei River) — река в ЮАР. Протекает по территории Восточно-Капской провинции. Её истоки расположены в горах Винтерберге, к юго-западу от города Куинстаун. Основные притоки — Клас-Смитс и Клипплат. Северо-восточнее города Каткарт сливается с рекой Белый Кей и образует реку Большой Кей. На берегах реки расположено несколько деревень. Часть реки формирует западную границу заповедника Тсолвана. В XIX веке Чёрный Кей и её приток Клипплат формировали северную границу Британской Каффрарии.